# Summitul din Malta
La Summitul din Malta  a avut loc întâlnirea dintre Președintele SUA, George H. W. Bush și Secretarul General Sovietic, Mihail Gorbaciov,  în zilele de 2 și 3 decembrie 1989, la doar câteva săptămâni după căderea Zidului Berlinului. Aceasta a fost a doua lor întâlnire, după o întâlnire care l-a inclus pe fostul președinte Ronald Reagan, în New York, în decembrie 1987. În timpul summit-ului, Bush și Gorbaciov ar fi declarat că pun capăt Războiului Rece, deși veridicitatea informației este încă în dezbatere. Rapoartele vremii menționau Summitul din Malta Summit-ul ca fiind cel mai important din 1945 încoace, când la Yalta Prim-Ministrul Britanic Winston Churchill, Premierul Sovietic Iosif Stalin și Președintele SUA, Franklin D. Roosevelt au căzut de acord asupra  soartei Europei.

## Reperele summitului

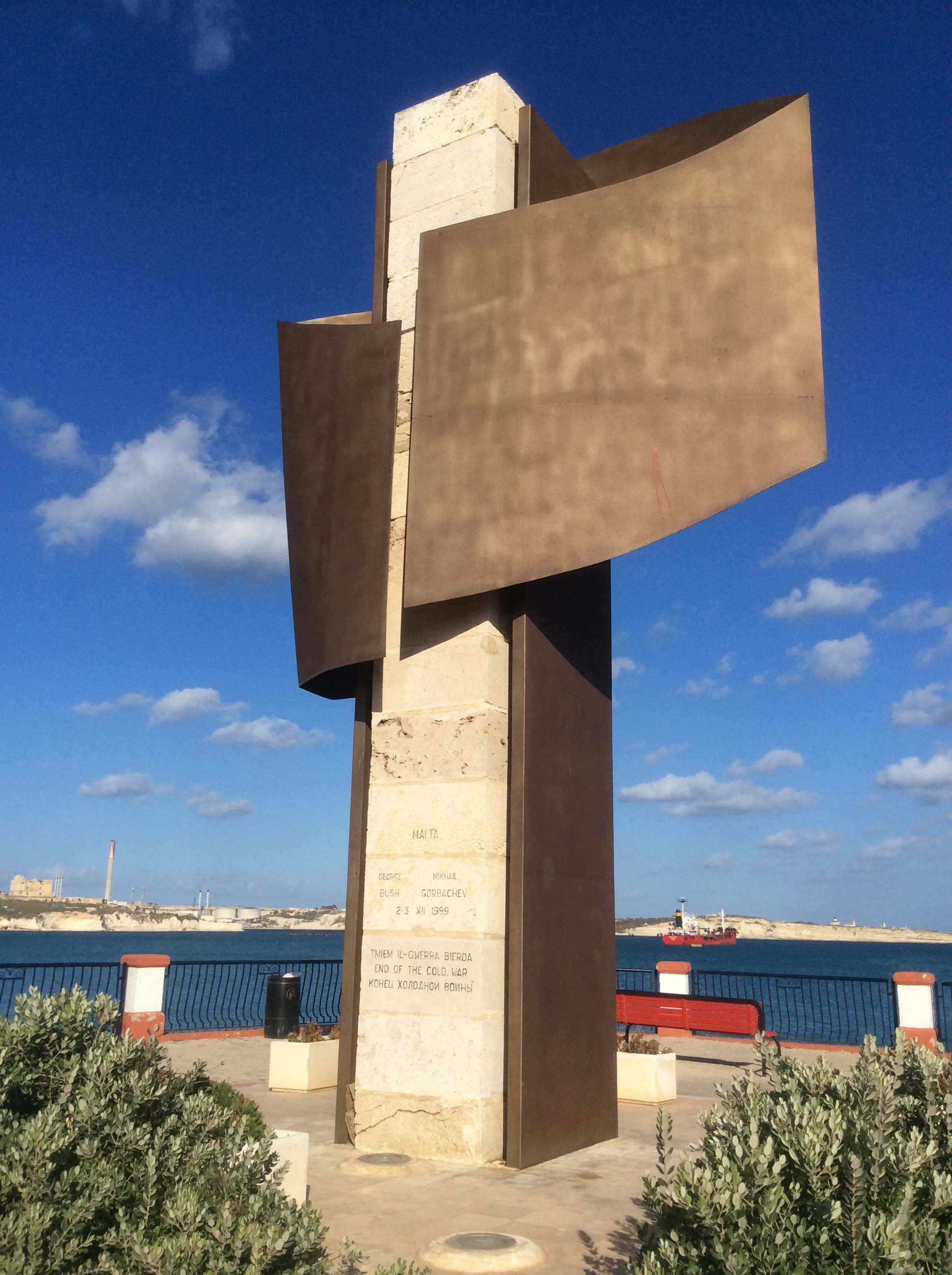
Monument în Birzhebbuga comemorând Summitul din Malta

Brent Scowcroft și alți membri ai administrației americane se temeau inițial că Summitul din Malta  ar fi "prematur" și că ar genera așteptări mari. 
Cu toate acestea, Președintele francez François Mitterrand, Prim-Ministrul Britanic Margaret Thatcher, alți lideri Europeni și membrii cheie ai Congresului SUA l-au convins pe Președintele George Bush să se întâlnească cu Președintele Mihail Gorbaciov.
Nu s-au semnat acorduri la Malta. Scopul său principal a fost de a oferi celor două superputeri, Statelor Unite ale Americii și Uniunii Sovietice, ocazia  de a discuta despre schimbările rapide care au loc în Europa, odată cu ridicarea Cortinei de Fier, care a separat Blocul țărilor socialiste din Estul Europei de Europa de Vest timp de patru decenii. Summitul este văzut de unii observatori ca sfârșitul oficial al Războiului Rece. La un nivel minim, acesta a marcat diminuarea tensiunilor care au fost, până atunci, semnul distinctiv al epocii și un punct de cotitură în relațiile Est-Vest. În timpul summit-ului, Președintele Bush și-a exprimat sprijinul pentru perestroika lui Gorbaciov și alte reforme în Blocul Comunist.
La summit, ca pe un simbol, președintele american George Bush le-a prezentat tuturor participanților la conferință o bucată din Zidul Berlinului. 

Vorbind la o conferință comună de presă, liderul sovietic a anunțat:

"Lumea părăsește o epocă și pășește într-alta nouă. Suntem la începutul unui lung drum spre o eră a păcii. Amenințarea cu forța, neîncrederea, lupta ideologică și psihologică trebuie să aparțină toate trecutului."

"L-am asigurat pe Președintele Statelor Unite că nu voi începe niciodată un război împotriva SUA."

În replică, Președintele Bush a spus:

"Putem realiza o pace durabilă transformând relațiile Est-Vest într-o cooperare de durată. Acesta este viitorul pe care Președintele Gorbaciov și cu mine l-am început chiar aici, în Malta."

## Alți participanți
De asemenea, au fost prezenți la Malta:
Delegația sovietică
- Mareșalul Uniunii Sovietice , Serghei Akhromeyev, consilier al lui Gorbaciov pentru afacerile militare
- Alexandru Bessmertnykh, Ministrul Adjunct de Externe Sovietic
- Anatoli Dobrînin, Ambasadorul Sovietic în Statele Unite, din 1962 până în 1986
- Eduard Șevardnadze, Ministrul de Externe Sovietic
- Alexander Yakovlev, ideolog șef al Partidului Comunist al Uniunii Sovietice (PCUS) și Președinte al Comisiei de Politică Internațională al Comitetului Central al PCUS

Delegația SUA
- James Baker, Secretarul de Stat al SUA
- Robert Blackwill, Asistent Special al Președintelui pentru probleme de Securitate Nationala și Senior Director pentru Europene și Sovietice Afaceri la Consiliul Național de Securitate
- Jack F. Matlock Jr., Ambasadorul SUA în Uniunea Sovietică
- Condoleezza Rice, Director pe Problemele Sovietice și Est-Europene în Consiliul Național de Securitate
- Brent Scowcroft, Consilier de Securitate Națională a SUA
- Raymond Seitz, Asistentul Secretarului de Stat pentru Afaceri Europene și Canadiene
- John H. Sununu, șeful personalului Casei Albe
- Margaret Tutwiler, Asistentul Secretarului de Stat pentru Afaceri Publice și purtător de cuvânt al Departamentului
- Paul Wolfowitz, SUA Sub Secretar la Apărare
- Robert Zoellick, Consilier al Departamentului de Stat

## A se vedea, de asemenea,
- Revoluțiile din 1989
- Războiul Rece
- Noua ordine mondială